# Euromajdan
Euromajdan (ukrajinsky Євромайдан [jevromajdan], česky doslova „evropské náměstí“) byla série masových demonstrací na Ukrajině trvajících od listopadu 2013 do února 2014, které vedly k tzv. revoluci důstojnosti, svržení proruského prezidenta Viktora Janukovyče a vzniku prozatímní vlády.
Demonstrace začaly v noci 21. listopadu 2013, den poté, co tehdejší druhá vláda premiéra Mykoly Azarova pozastavila přípravy podpisu Ukrajinsko-evropské asociační dohody. Protesty, které byly mnohdy velmi násilně potlačeny, vedly až ke svržení prezidenta Viktora Janukovyče v únoru 2014 a vzniku prozatímní vlády Arsenije Jaceňuka.
Protesty probíhaly na různých místech země, nejdůležitější byly protesty v hlavním městě Kyjevě na Náměstí Nezávislosti, kterému se říká Majdan a dalo protestům název.
Na vnitropolitické změny na Ukrajině zareagovala Vladimirem Putinem vedená Ruská federace okupací ukrajinského Krymu a rozpoutáním ozbrojeného konfliktu na východě Ukrajiny. Svou přímou účast v konfliktu Rusko přiznalo jen v případě Krymu a zasahování do suverenity a územní celistvosti Ukrajiny a porušování mezinárodních závazků obhajovalo bezpečnostními zájmy Ruska a ochranou ruskojazyčných obyvatel Ukrajiny.
Události na Ukrajině v roce 2014 jsou součástí dlouhodobějšího vývoje v otázce prozápadního směřování země, jehož součástí byla již oranžová revoluce roku 2004, stejně jako obrana před ruskou invazí v roce 2022.

## Časový vývoj protestů

### Původ

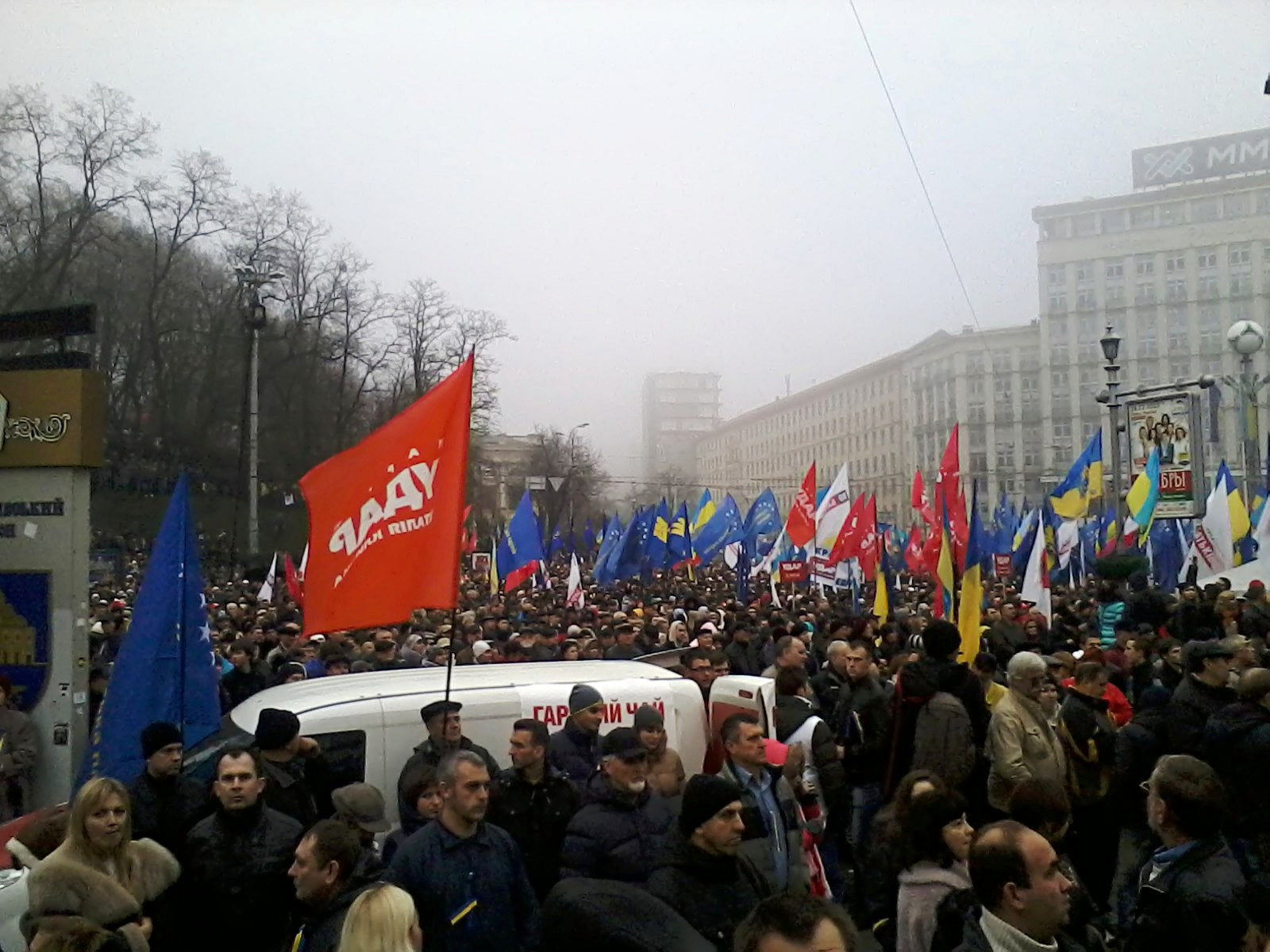
Demonstrace v Kyjevě 24. listopadu 2013

Dne 21. listopadu 2013, den poté, co ukrajinská vláda pozastavila přípravy pro podpis asociační dohody s Evropskou unií, kterou prezident Janukovyč jen několik dní před termínem podpisu označil jako „pro Ukrajinu zatím nevýhodnou“, propukla několikaměsíční série protestů, která je známá pod názvem Euromajdan. Hlavním požadavkem masových protestů bylo odstoupení prezidenta Janukovyče, uspořádání předčasných prezidentských voleb, podepsání asociační dohody s EU a propuštění bývalé premiérky Julije Tymošenkové považovné za politickou vězeňkyni.
Podle průzkumu veřejného mínění, který zveřejnil Kyjevský Mezinárodní institut sociologie v listopadu 2013, 39% dotázaných Ukrajinců podporovalo vstup Ukrajiny do Evropské unie, zatímco 37% dotázaných Ukrajinců podporovalo vstup do Eurasijské unie (EEU), jíž dominuje Rusko. V západních regionech Ukrajiny převažovala podpora vstupu do EU, zatímco ve východních regionech Ukrajiny více lidí podporovalo vstup do EEU.
Termín Euromajdan byl poprvé užit jako hashtag #euromaidan na sociální síti Twitter hned v prvním dni probíhajících protestů a brzy začal být populární v mezinárodních médiích. Složenina odkazuje na Evropu, resp. Evropskou unii, a majdan, „náměstí“, respektive Majdan jako přezdívka hlavního kyjevského náměstí Nezávislosti (Majdan Nezaležnosti). V souvislosti s Euromajdanem je také občas využíván termín Ukrajinské jaro odkazující na události Arabského jara, které byly také potlačeny velmi násilně.

### Demonstrace během podzimu
24. listopadu se na kyjevském náměstí Nezávislosti sešlo 100 až 200 tisíc lidí.
Demonstranti nesli ukrajinské a evropské vlajky, skandovali hesla jako „Ukrajina je Evropa“ a zpívali národní hymnu. Pochod mířil na Evropské náměstí.
Podle zpravodajských agentur šlo o největší ukrajinský protest po Oranžové revoluci z roku 2004.
Policie použila slzný plyn a obušky k rozptýlení malé skupinky demonstrantů, která se pokusila zaútočit na budovu ukrajinské vlády.

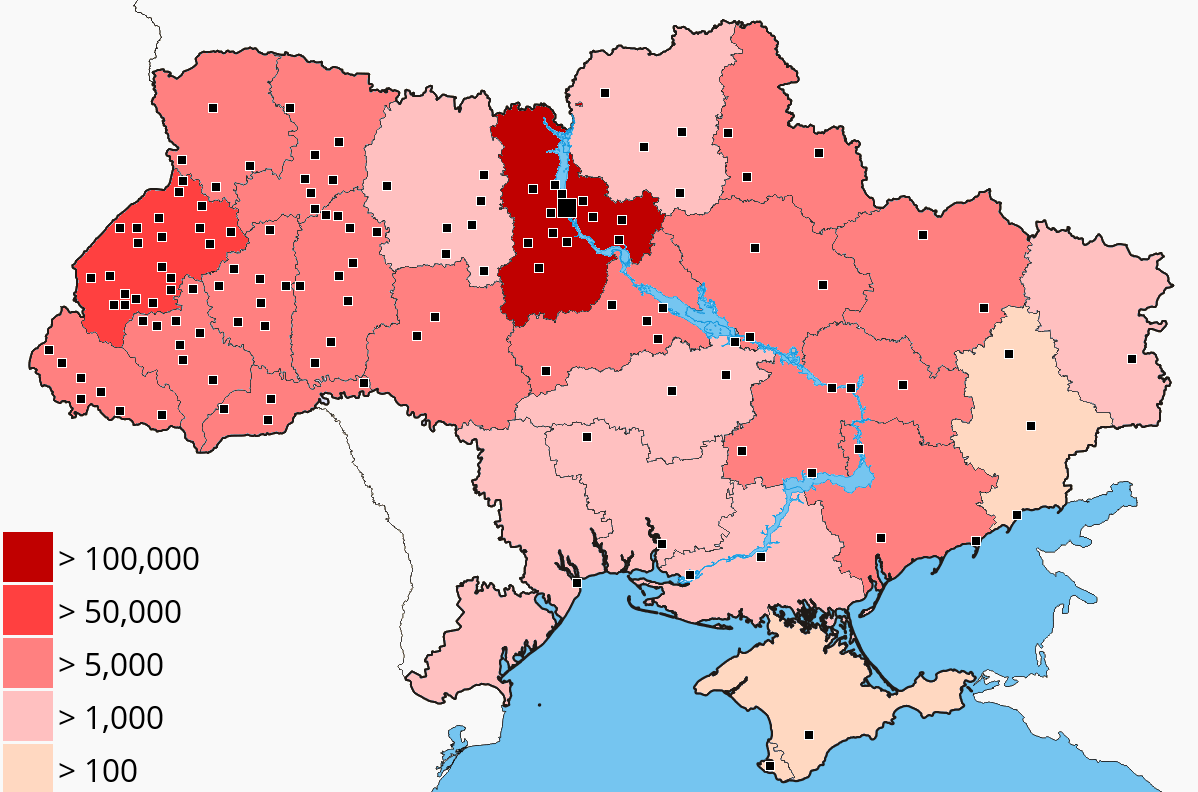
Počet demonstrujících v jednotlivých oblastech Ukrajiny

24. listopadu se protesty konaly také v dalších velkých ukrajinských městech jako Charkov, Doněck, Dněpropetrovsk, Luhansk, Lvov atd. Lvovské shromáždění na podporu integrace Ukrajiny do EU dosáhlo 25 až 30 tisíc lidí. Organizátoři tehdy plánovali pokračovat v těchto shromážděních až do třetího summitu Východního partnerství, který se měl uskutečnit ve Vilniusu ve dnech 28. a 29. listopadu 2013.
Protesty podpořila i Julija Tymošenková vyhlášením hladovky.
V brzkých ranních hodinách 30. listopadu bylo shromáždění přibližně 1000 pokojně protestujících demonstrantů na Náměstí nezávislosti v Kyjevě napadeno bezpečnostními složkami, které se pokusily demonstranty násilně rozehnat.
Krvavý zásah, během kterého byla řada demonstrantů i náhodných kolemjdoucích, jak na náměstí, tak i v přilehlém okolí, fyzicky napadena a zraněna, vyvolal masové demonstrace, které se odehrály 1. prosince. Důsledkem násilného zákroku byl velký nárůst účastníků demonstrací, zintenzivnění jejich úsilí a do popředí prostupovaly požadavky na rezignaci prezidenta Janukoviče a jeho vlády s následným uspořádáním předčasných voleb. Dle různých odhadů se těchto protestů zúčastnilo 100 000 až 500 000 lidí.
Během těchto následných protestů došlo k násilným srážkám některých demonstrantů s pořádkovými silami, kdy část agresivních demonstrantů útočila na pořádkové síly kamením, řetězy a světlicemi. Následně v noci pak při potlačování protestů došlo k excesu zasahujících policistů, když při útoku proti davu došlo k brutálnímu bití, jak okolostojících, tak i ležících a kolemjdoucích lidí a k ničení jejich záznamových zařízení. Kyjevský soud zakázal pořádání jakýchkoliv demonstrací na významných místech Kyjeva v období od 1. prosince do 7. ledna.
Dne 9. prosince proběhl tehdy nevysvětlený ozbrojený zásah kontrarozvědky proti sídlu politické strany Vlast.

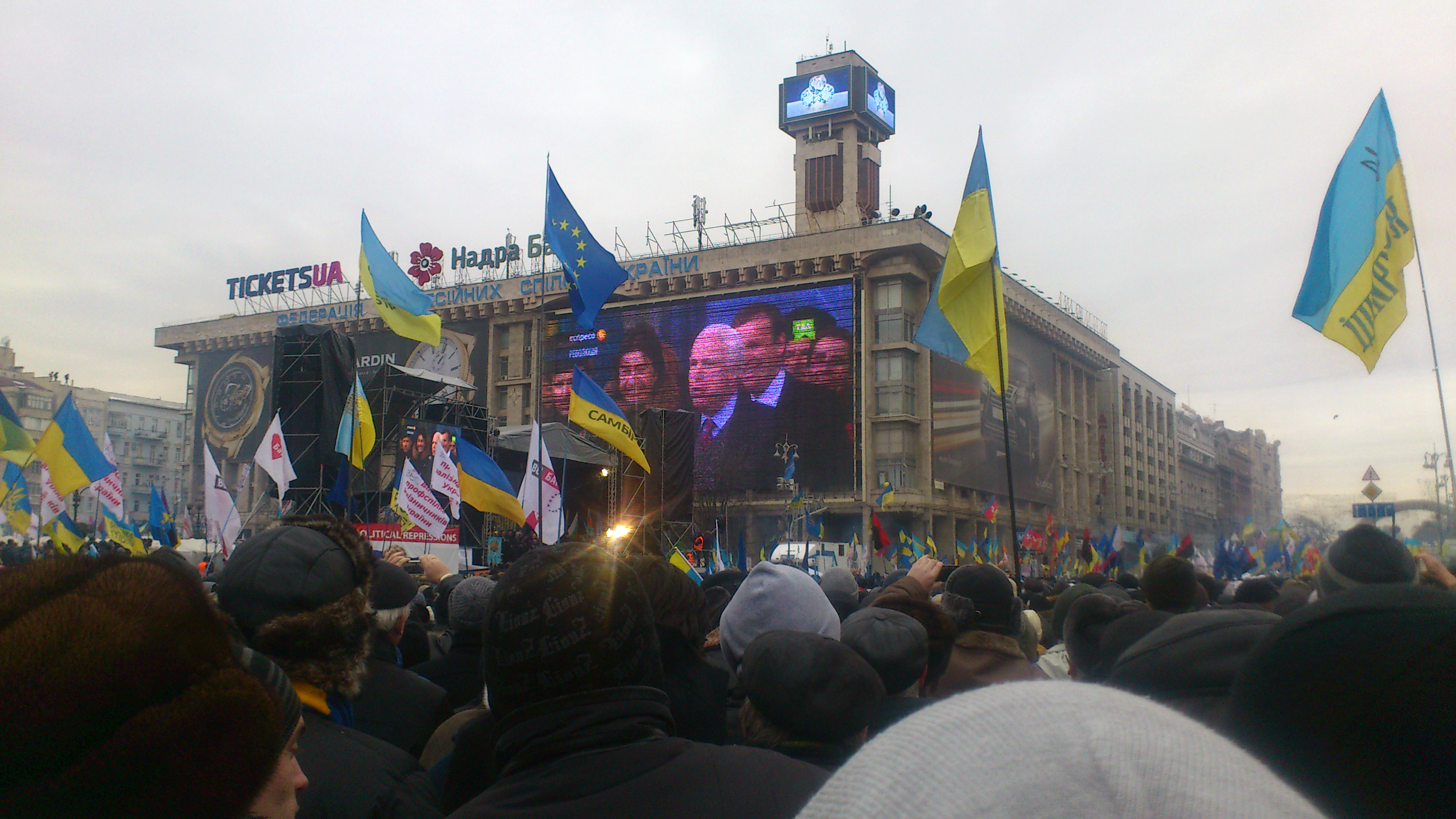
Americký senátor John McCain s demonstranty v Kyjevě 15. prosince

Dne 25. prosince byla v ranních hodinách zastavena, vytažena z auta a zbita novinářka a opoziční aktivistka Tetiana Čornovolová, dlouhodobě píšící kritické články o vládní korupci. Den před svým napadením informovala, že byla údajně sledována policisty z oddílů Berkut, během pořizování fotografií a sběru informací o rezidencích ministra vnitra a generálního prokurátora.
Policie i soudy odmítly, že by případ měl jakýkoliv politický podtext, útočníci byli později odsouzeni za výtržnictví.
Toto napadení vedlo k zesílení protestů.
I přes zákaz pokračovaly demonstrace i přes svátky Vánoc a Nového roku.

### Lednový vývoj a rezignace premiéra

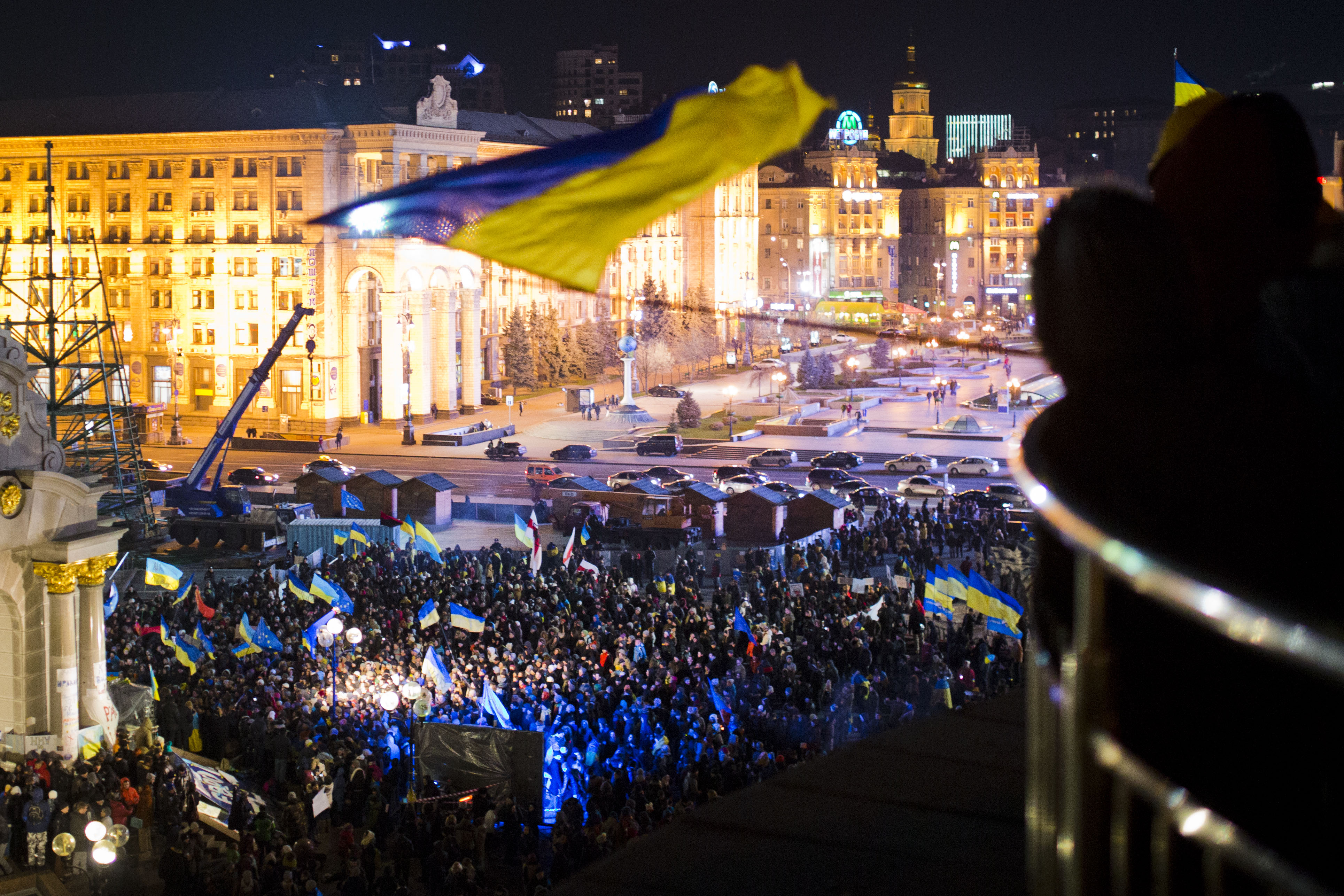
Náměstí Nezávislosti v Kyjevě 27. listopadu 2013

Během ledna eskalovaly střety protestujících s pořádkovými silami a došlo k prvním obětem na životech.
8. ledna 2014 zakázal kyjevský správní soud pořádání demonstrací v centru města až do 8. března, 21. ledna pak vešly v platnost zákony (přijaté 16. ledna) kriminalizující protesty, ukládající tvrdé tresty jejich účastníkům a usnadňující zbavování poslanců imunity i jejich trestní stíhání v nepřítomnosti (namířeno proti opozičním poslancům, kteří protesty podporovali).
21. ledna unesli neznámí útočníci z nemocnice opoziční aktivisty Igora Lucenka a zraněného Jurije Verbického. Zadržovali je v lese, dle Lucenkovy výpovědi byli vyslýcháni ohledně svého zapojení do protivládních protestů. Oba muži byli mučeni. Lucenko byl po fingované popravě týž den propuštěn, Verbický byl nalezen druhý den mrtvý.

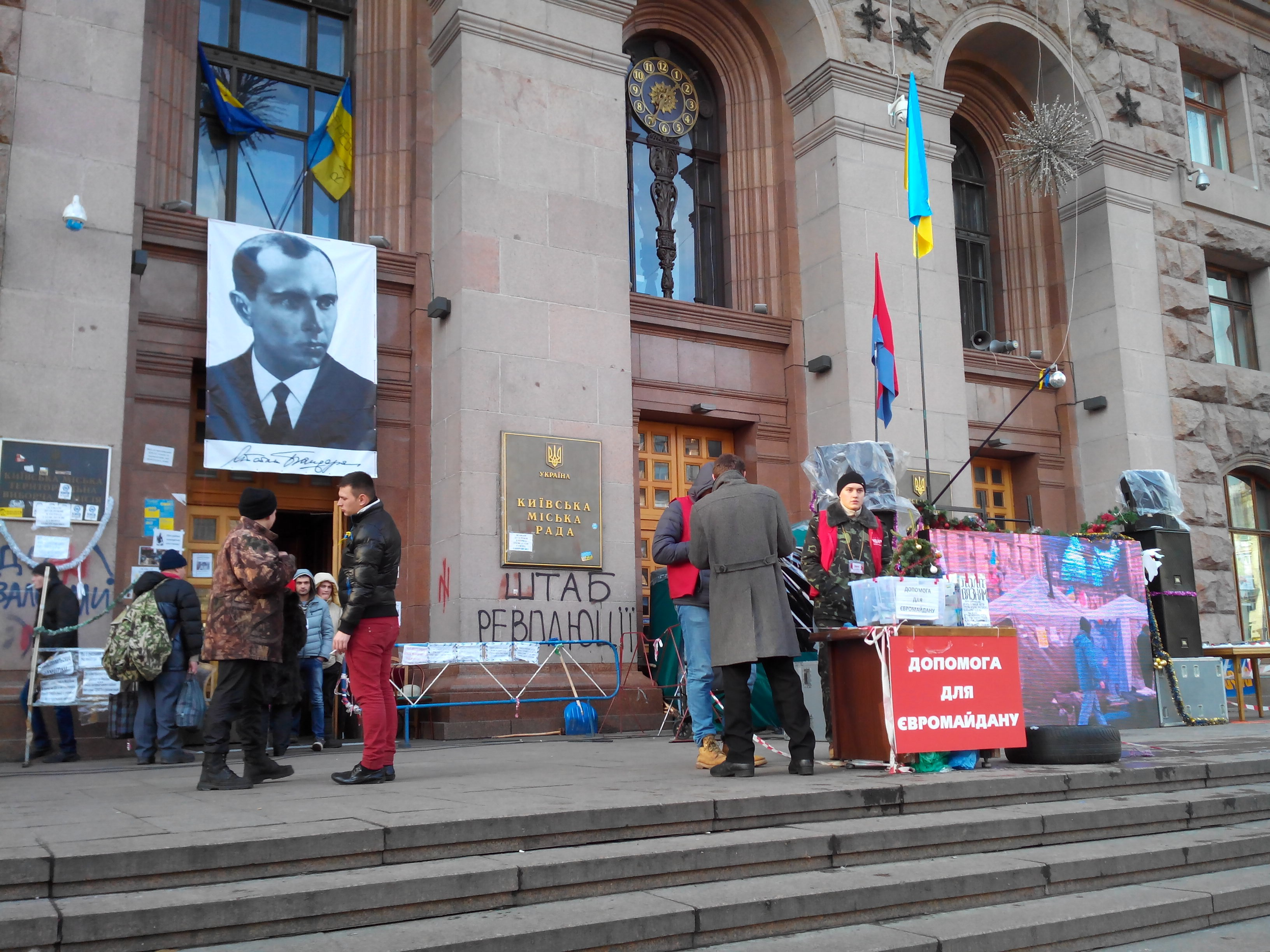
Kyjevská radnice obsazená demonstranty, 14. ledna 2014

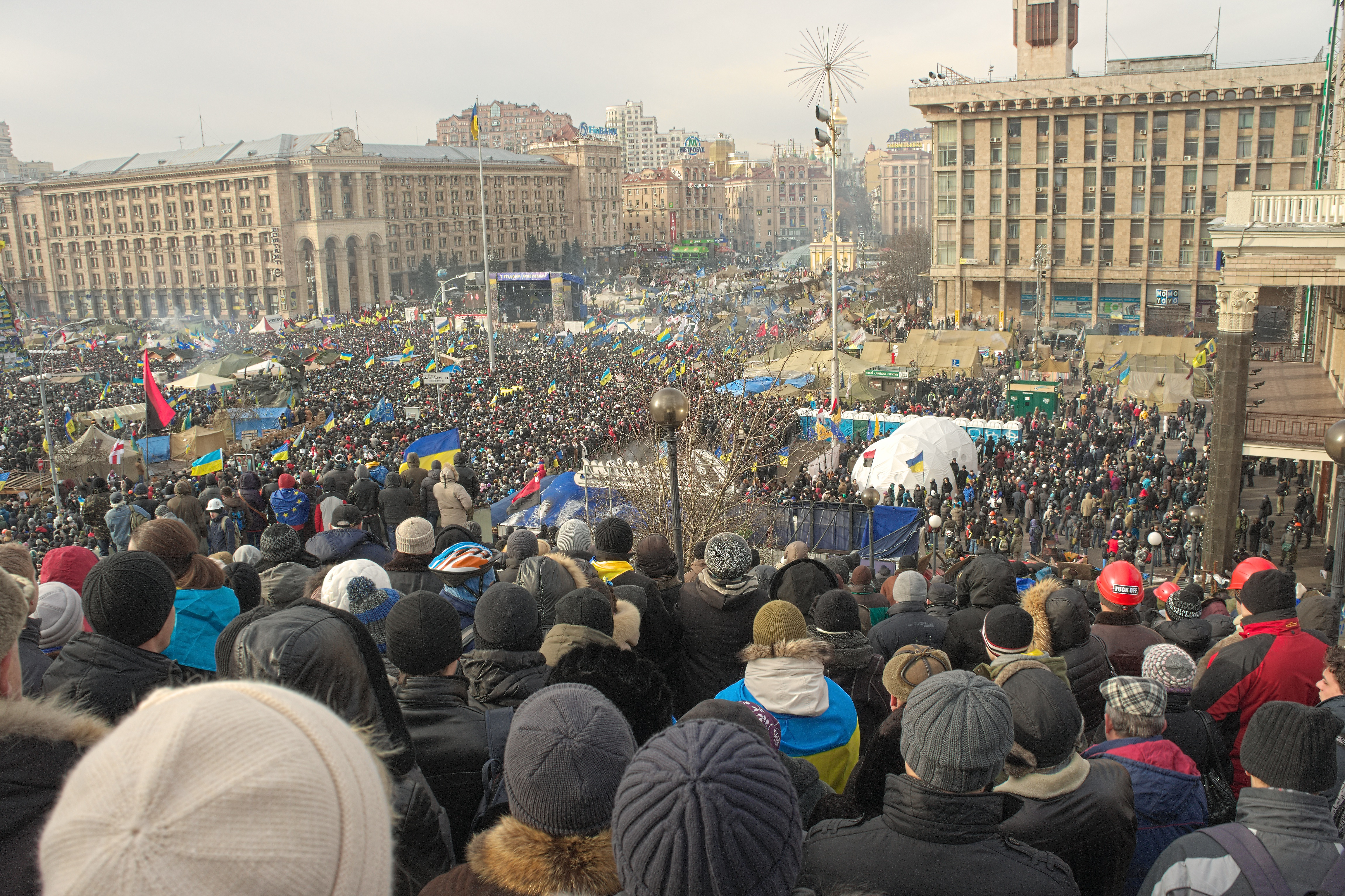
Demonstranti s vlajkami Ukrajiny, EU a Ukrajinské povstalecké armády, 19. ledna 2014

25. ledna nabídl Janukovyč přebudování vlády a místo v ní opozičním předákům. Ti však odmítli a požadovali rezignaci Janukovyče a zrušení protidemonstračních zákonů.
Protesty začaly mít politický dopad 28. ledna, kdy parlament zrušil výše zmíněné zákony omezující práva shromažďování a zároveň podal demisi premiér Mykola Azarov. Ukrajinský parlament zrušil devět z dvanácti kritizovaných zákonů a prezident přijal rezignaci premiéra Mykoly Azarova výměnou za vyklizení obsazených budov, demonstranti to ale později odmítli. Den poté prošel parlamentem zákon o amnestii pro kriminalizované demonstranty, ovšem prezident podmínil jeho podepsání odchodem protestujících ze středu Kyjeva, radnice, sídla odborů, dvou ministerstev a Náměstí nezávislosti. Úředníci obžalovaní v souvislosti se zásahem 30. listopadu však byli omilostněni bezpodmínečně. V průběhu ledna, stejně jako již na začátku událostí i později, docházelo k útokům bezpečnostních složek i titušků proti tisku.

### Únorový vývoj a eskalace násilí
1. února vyšel najevo případ Dmytro Bulatova, opozičního aktivisty zmizelého 22. ledna, mučeného
a zadržovaného rusky mluvícími útočníky. Den po jeho únosu proběhl násilný zásah policejních složek proti pokojným aktivistům.
Rovněž 1. února obvinila ukrajinská kontrarozvědka opozici ze zločinného jednání, neboť údajně na základě dat zabavených během prosincového zásahu ve straně Vlast zjistila, že ta předem připravila policejní násilí proti sobě s cílem vyvolat státní převrat.
16. února opoziční aktivisté vyklidili radnici a další budovy požadované výměnou za prezidentův podpis amnestie. Rusko se zaručilo půjčit Ukrajině 2 miliardy dolarů. 18. 2. zažehl násilí pokus demonstrantů vniknout do parlamentu, kde poté opoziční poslanci blokovali jednání kvůli neochotě vládních poslanců zařadit do programu jednání o reformě ústavy. Aktivisté též vyplenili kyjevské sídlo vládní Strany regionů. V noci na 19. února 2014 provládní síly zaútočily na tábor protestujících na náměstí Nezávislosti v Kyjevě, přičemž bylo přes 25 lidí (jak z řad demonstrantů, tak z řad zasahujících policistů) zabito. Tutéž noc demonstranti vyplenili místní sídla ukrajinské kontrarozvědky a centrálu policie i prokuratury ve Lvově.

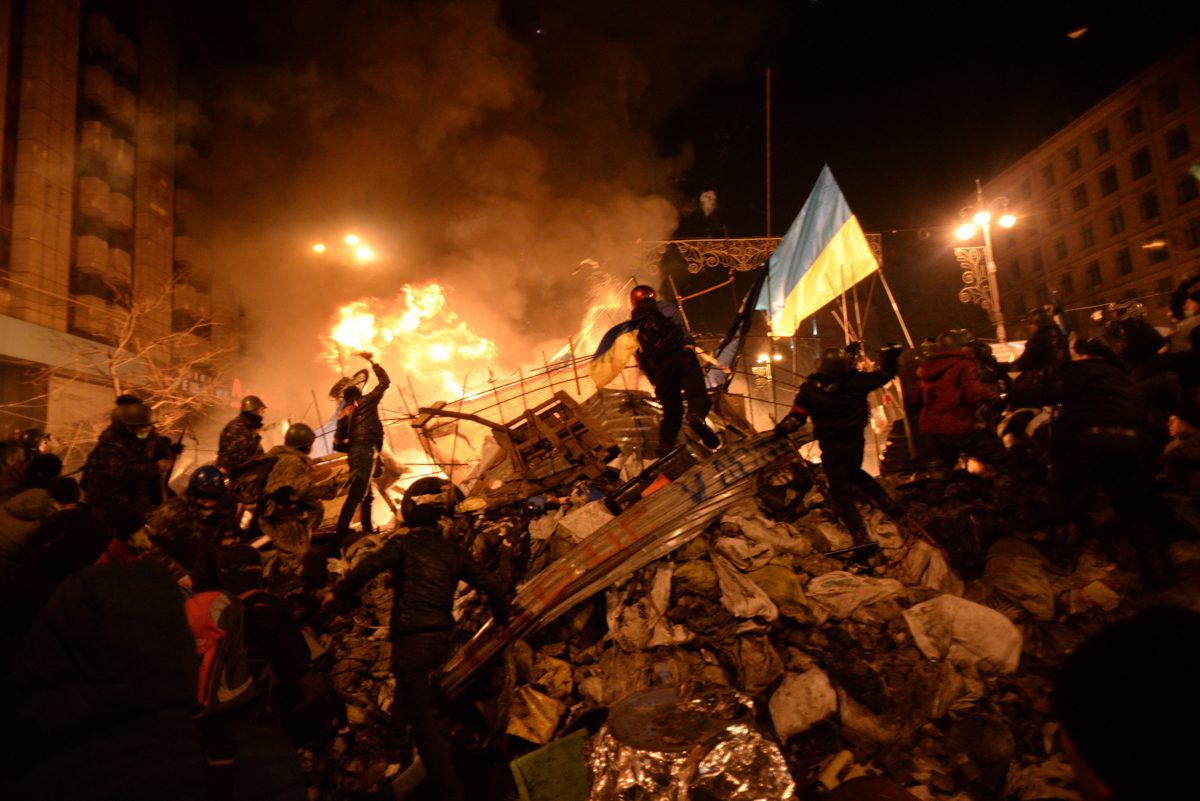
Hořící barikády 18. února 2014

19. února vyhlásil zastupitelský orgán Lvovské oblasti nezávislost na ukrajinské vládě a nová lvovská vláda převzala kontrolu nad tamějšími úřady. Lvovským premiérem se stal Petro Kolodyj.
Po Lvově vyhlásila nezávislost i Zakarpatská oblast.
Různé protivládní síly dobyly významné objekty i v některých dalších oblastech, například v Ternopilu či Ivano-Frankivsku.
Ruská strana vinila EU a USA z vměšování do ukrajinských záležitostí a podněcování násilností; EU a USA z téhož vinily ruskou vládu a snažily se vyjednat mírové řešení události. Na 20. února byla svolána rada EU (ministrů zahraničí členských zemí), která jednala o případných sankcích proti prezidentu Janukovyčovi a dalším řešení násilností. Server Hlas Ruska také informoval o tom, že 20. února v ranních hodinách měla radikální opozice Rovenskou jadernou elektrárnu ve městě Kuznecovsk a údajně zde založila požáry.
Zprávu však jaderná elektrárna dementovala.

### Janukovyčův pád a převzetí moci opozicí
Po krvavých srážkách, které se odehrály v průběhu 20. února (Masakr na Institutské), se situace mírně uklidnila. V pátek 21. února pokračovala jednání o dohodě mezi ukrajinskou vládou a opozicí, při čemž asistovali polský ministr zahraničních věcí Radosław Sikorski, spolu s kolegy z Francie Laurentem Fabiusem a Německa Frankem Steinmeierem, ruským ombudsmanem Vladimirem Lukinem a ruským velvyslancem Michailem Zurabovem. V průběhu dne byla podepsána dohoda o návratu k ústavě z roku 2004, vytvoření prozatímní vlády, vyhlášení všeobecné amnestie pro demonstranty a zdržení se násilí na obou stranách, což následně potvrdil německý ministr zahraničních věcí Steinmeier. Součástí dohody bylo rovněž vytvoření nových volebních zákonů. Dohoda nebyla nikdy dodržena a její dodržení nebylo ze strany EU, která se na jejím uzavření podílela, nikdy vyžadováno nebo nějak sankcionováno.
Ukrajina se v průběhu dlouhotrvajících protestů dostala do ještě větší ekonomické recese. Po celé zemi si začali lidé v důsledku nejisté situace vybírat z bank své úspory a začali nakupovat trvanlivé potraviny a zásoby. Došlo k problémům s nefunkčností bankomatů po celé zemi.
Podle ukrajinského ministerstva zdravotnictví si násilné střety vyžádaly celkem 82 obětí. Jiné zdroje mluví o 77 obětech.
K výraznému zlomu v situaci došlo 22. února. Nedlouho poté, co prezident Janukovyč odpoledne oznámil, že nehodlá rezignovat, parlament jej odvolal z funkce (včetně poslanců Janukovyčovy Strany regionů) a vyhlásil nové prezidentské volby na 25. květen. Později se Janukovyč s několika dalšími vysoce postavenými politiky pokusil zemi opustit, ale pohraniční stráž a obsluha letiště v Doněcku jim v tom napřed zabránila. Nakonec se Janukovyčovi podařilo uprchnout z Ukrajiny přes Krym do Rostova na Donu v Rusku.
Takovéto odvolání prezidenta Ukrajiny z funkce je ale de iure neplatné, protože k odvolání parlamentem byly podle ústavy krom potřebného množství hlasů nutné také obžaloba z velezrady (nebo jiného závažného trestného činu) a následné schválení odvolání Nejvyšším soudem a poté ještě Ústavním soudem. Tato nezbytná procedura ale nikdy neproběhla. Dále lze prezidenta odvolat ze zdravotních důvodů a také se může prezident funkce vzdát dobrovolně; ani jedno ani druhé nebyl tento případ. Poslední možností uprázdnění prezidentského úřadu by byla smrt prezidenta, což se prokazatelně nestalo.
Ve stejný den byla z vězeňské nemocnice propuštěna i Julija Tymošenková, která v pozdních večerních hodinách vystoupila na pódiu na centrálním náměstí v Kyjevě před demonstranty. Vyzvala přítomné, aby se nevzdávali a pokračovali v boji. Podle BBC však během jejího projevu někteří lidé odešli, protože ji viní za chaos, který nastal po Oranžové revoluci.
V Charkově však nadále probíhaly prudké střety s provládními silami a násilnosti. Guvernérovi Charkova se podařilo uprchnout do Ruska.

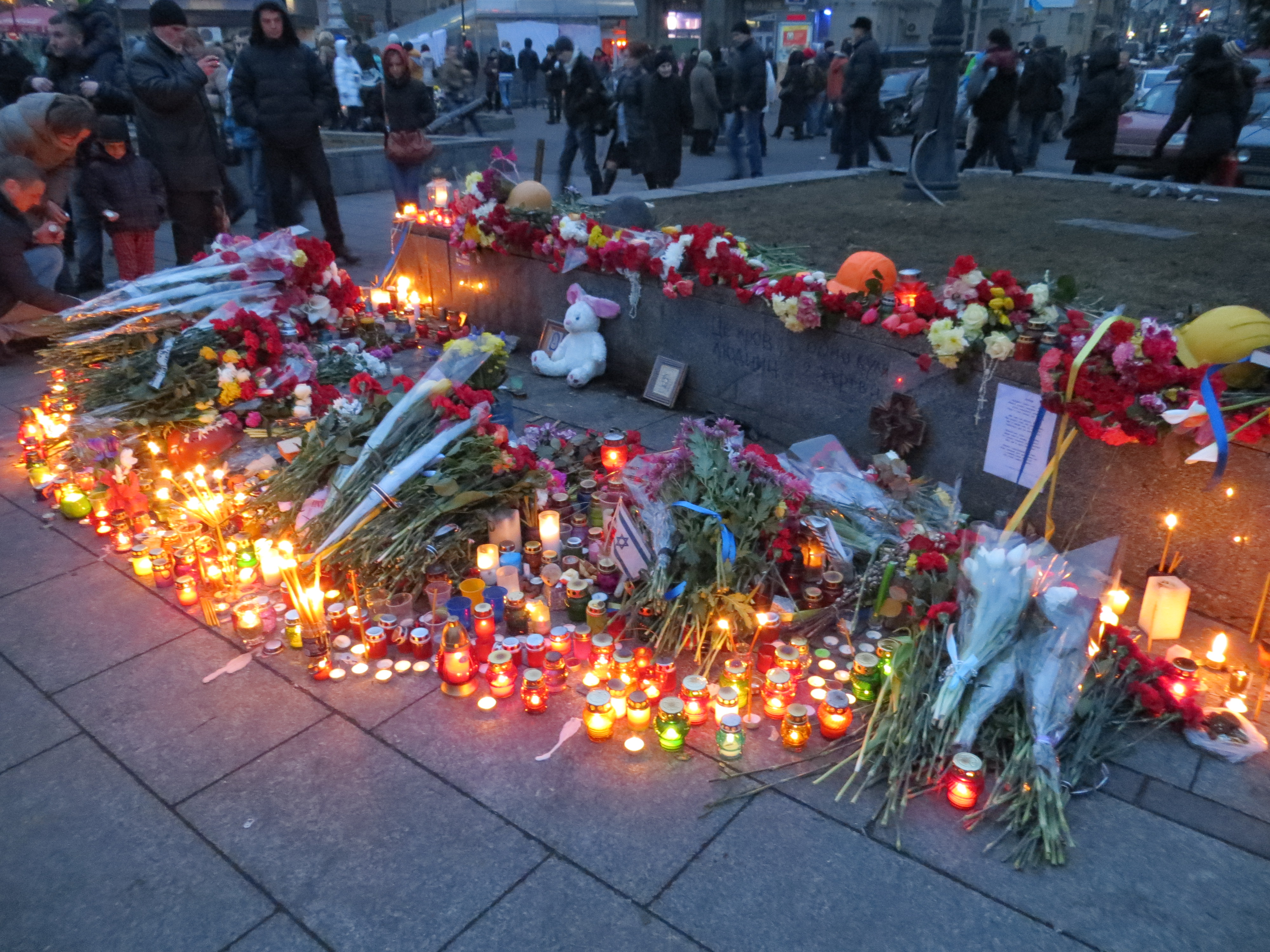
Památka obětem Euromajdanu, Náměstí nezávislosti 18. února 2014

23. února byl po hlasování parlamentu jako zastupující prezident jmenován předseda parlamentu Oleksandr Turčynov. Poslanci začali měnit obsazení klíčových mocenských postů a současně zahájili stíhání třiceti lidí kvůli krvavým represím. Ministři bývalé vlády opouštěli Kyjev a prezident Viktor Janukovyč se nacházel na neznámém místě. Parlament těsnou většinou schválil zrušení zákona, který od roku 2012 umožňoval národním menšinám (převážně ruským) využívat jejich jazyk v úředním styku.  Zrušení tohoto zákona však posléze vetoval úřadující prezident Turčynov, a zákon tak zůstal v platnosti.
Strana regionů se distancovala od Viktora Janukovyče a jeho nejbližších spolupracovníků, připisujíc mu vinu za násilné události v Kyjevě, ale zároveň odsuzujíc „destabilizaci země“ a „davové násilí“.
Krymský parlament po událostech opakovaně prohlásil, že je připraven kvůli událostem v Kyjevě toto autonomní území odtrhnout od Ukrajiny a přičlenit ho k Rusku. Proti tomu ostře protestovali krymští Tataři. Dne 27. února obsadili parlament proruští ozbrojenci a vztyčili ruské vlajky.
Ruský prezident Vladimir Putin nařídil 26. února komplexní prověrku bojové připravenosti u jednotek dislokovaných v západním a středním Rusku. Následující den byla vyhlášena bojová pohotovost leteckým základnám v blízkosti ukrajinských hranic.
27. února se po několika dnech ozval sesazený prezident Janukovyč, kterému se podařilo uprchnout do Ruska. Oznámil, že se stále považuje za právoplatného prezidenta Ukrajiny, a rozhodnutí parlamentu v Kyjevě označil za nezákonná. Kyjevské úřady vydaly na exprezidenta mezinárodní zatykač a zároveň požádaly Mezinárodní soudní dvůr v Haagu o nezávislé vyšetření událostí Euromajdanu a stíhání bývalých vysokých vládních představitelů v čele s Janukovyčem. Ukrajinský parlament ve stejný den schválil novou koaliční vládu, na níž se shodli zástupci dosavadních opozičních sil. Vládu povede jeden z představitelů opozice Arsenij Jaceňuk.
V reakci na události demonstrovali i proruští aktivisté na podporu Janukovyče v Doněcku, Charkově, Oděse, Dněpropetrovsku, na Krymu a v dalších městech na východě a jihu země. V Doněcku se koncem února sešlo asi 10 000 lidí. Nicméně v případě Doněcku se objevily spekulace, že účast na proruských demonstracích by mohla být placená, o čemž by svědčilo rychlé rozejití demonstrantů po určité hodině. Pro změnu v Charkově místní aktivista pořídil video zachycující 8 zaparkovaných autobusů s ruskými registračními značkami v jedné z ulic města naznačující účast ruských nacionalistů na proruských demonstracích.

## Účastníci protestů

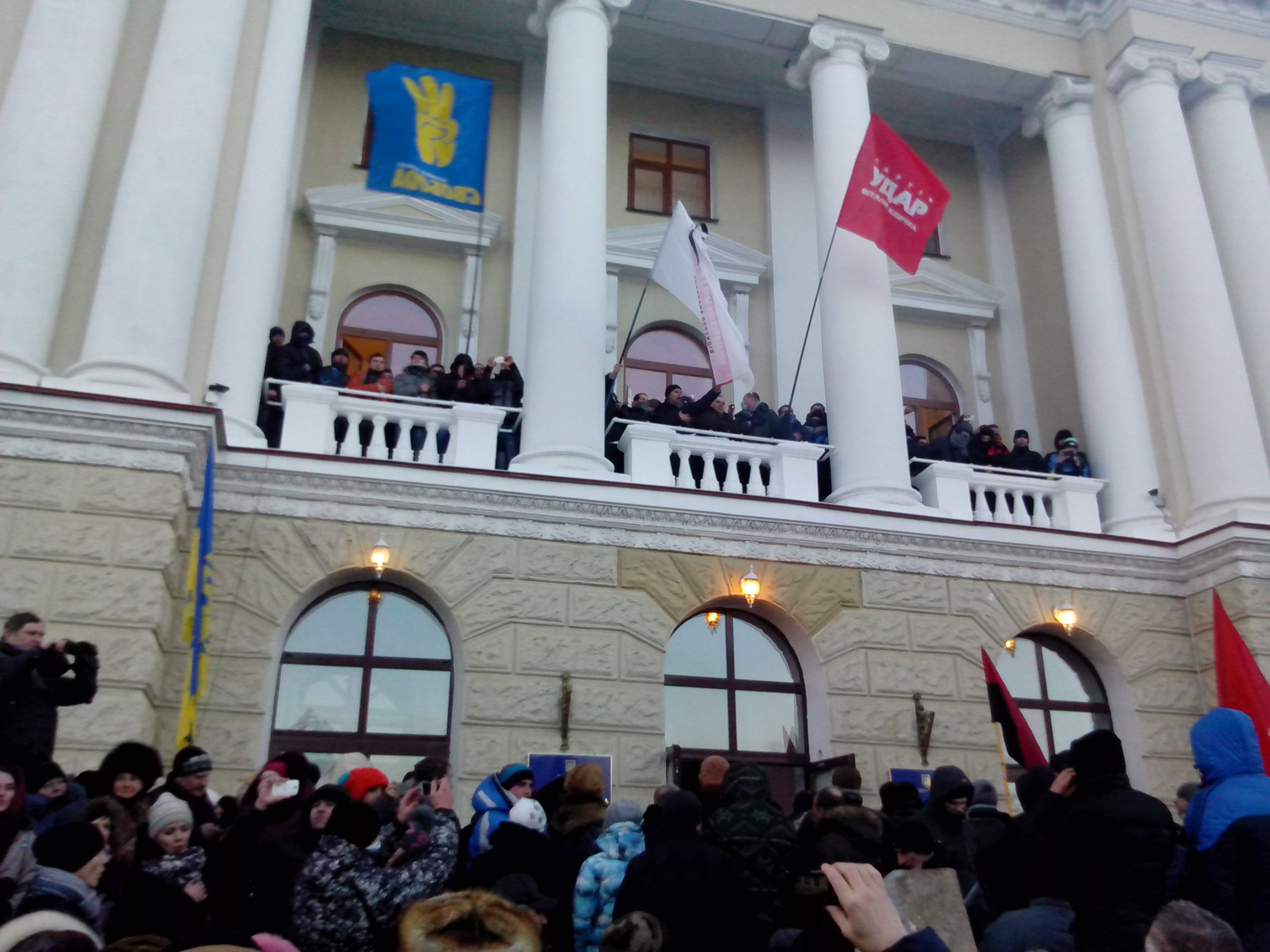
Členové strany Svoboda obsadili správní budovu ve městě Chmelnyckyj, 24. ledna 2014

Protestů proti Janukovyčovi se účastnila celá řada různých politických i nepolitických uskupení. Často je sdělovacími prostředky zmiňována účast ukrajinských nacionalistů ze strany Svoboda a fotbalových hooligans označovaných jako tzv. Pravý sektor, nicméně na počátků protestů stáli převážně studenti chtějící Ukrajinu jako součást integrované Evropy, k čemuž se záhy přidala i tehdejší politická opozice. Po brutálním napadení studentů pořádkovými silami se do protestů zapojili ve větší míře veteráni sovětské invaze do Afghánistánu, ale aktivní během celé doby protestů byla taktéž místní židovská komunita, dále zástupci LGBT komunity, či feministek.
Z důvodů účasti pravicových radikálů na protestech začali ruští politici a ruská média označovat všechny protestující jako pravicové extrémisty a revoluci pak označovat za puč. Podobně se o protestujících začal vyjadřovat i Viktor Janukovyč po svém sesazení z prezidentské funkce. Samotní příslušníci pořádkové policie byli instruováni proti těmto pravicovým označením, když jim bylo naznačováno, že za protesty stojí židovské spiknutí. V Rusku se taktéž před nařčením z pravicového puče používalo označení jako spiknutí gayů.

## Protesty v zahraničí

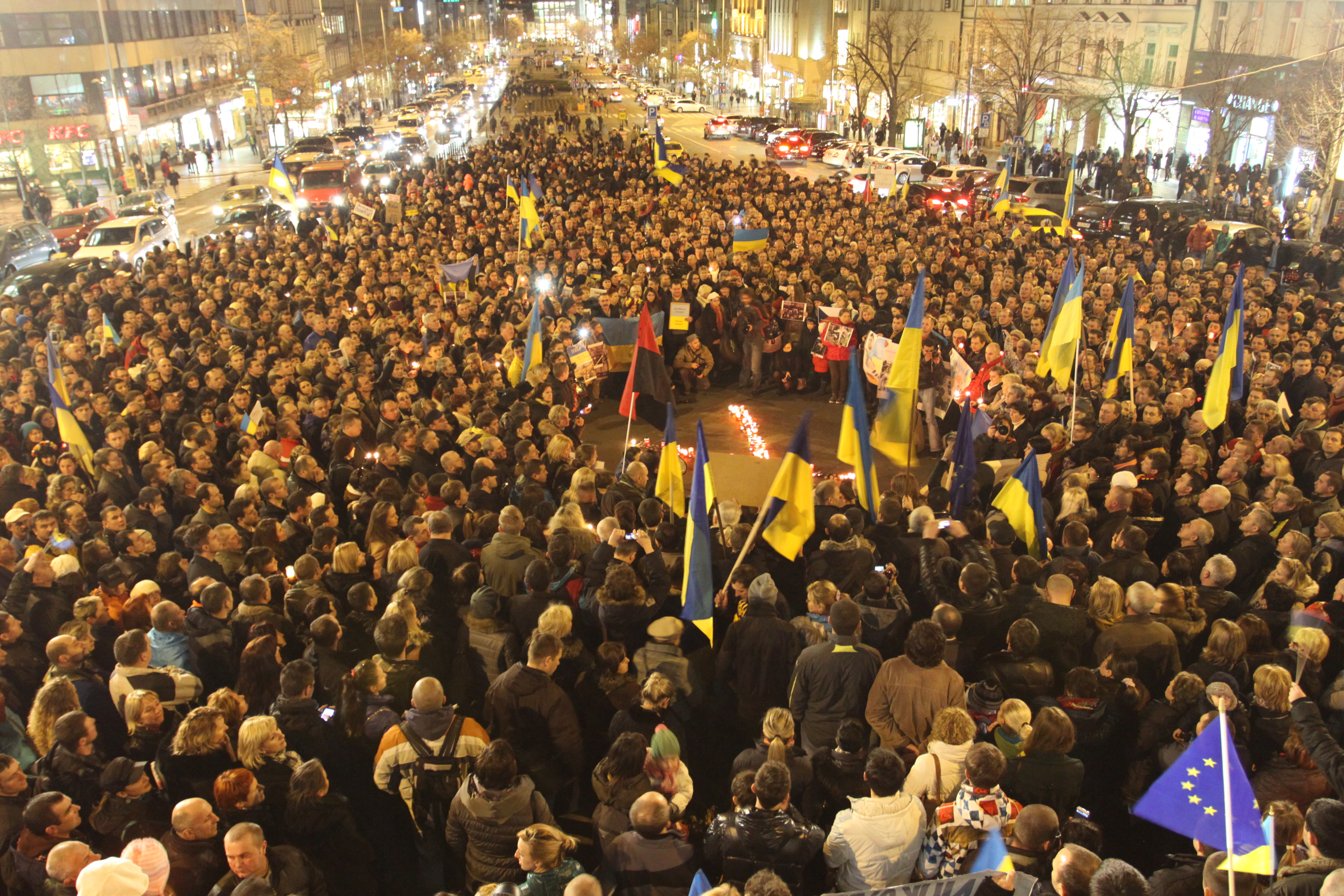
Euromajdan v Praze, 20. února 2014

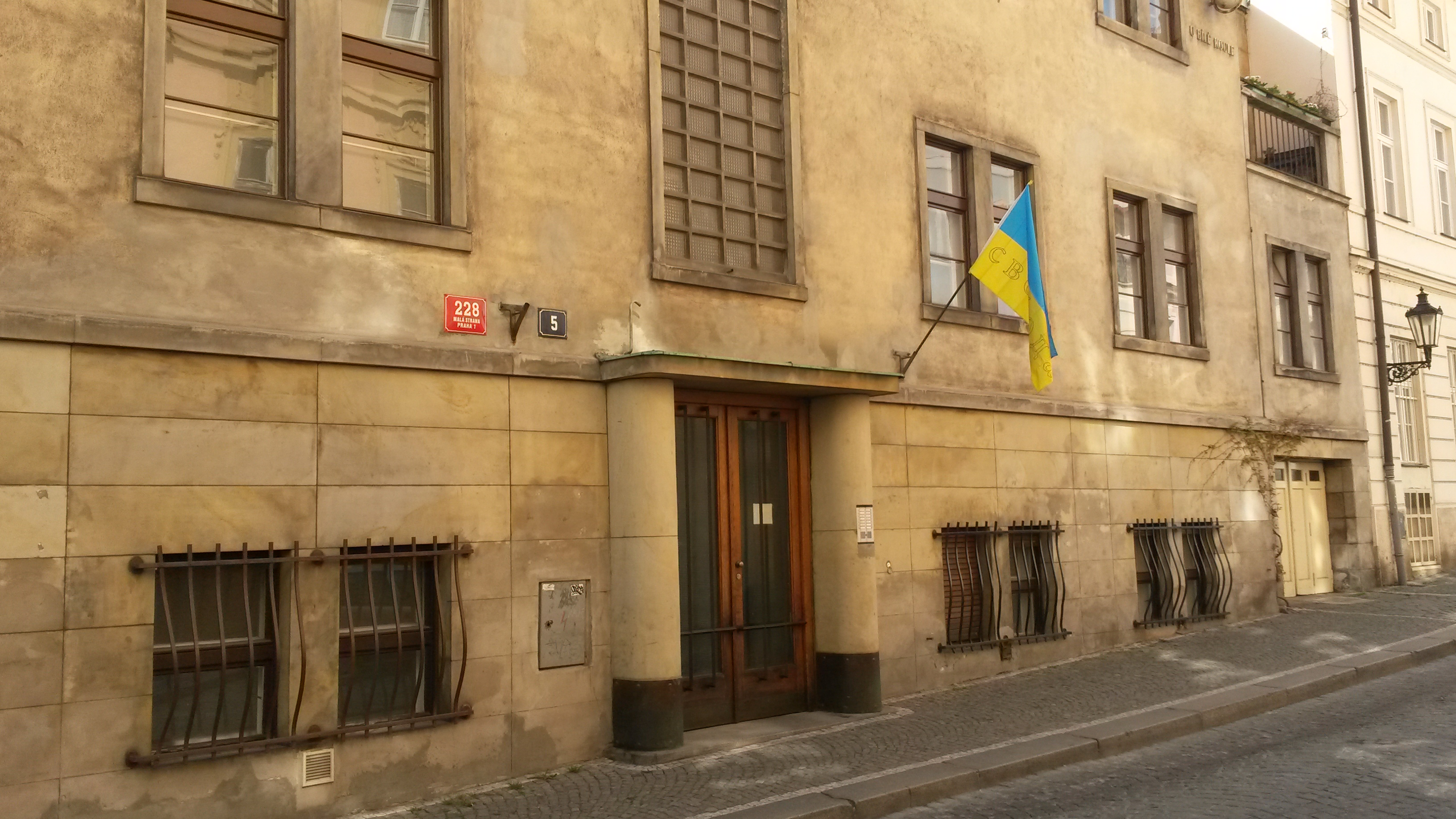
Vlajka za svobodu Ukrajiny na jednom pražském obytném domě

Malá protestní shromáždění byla také 24. listopadu zorganizována ukrajinskými i místními občany v jiných zemích po celém světě, například ve Velké Británii, Německu, Francii, Švédsku, Polsku, České republice, Spojených státech a v Kanadě. V Praze se 24. listopadu sešlo více než sto lidí.
20. února 2014 se v Praze na Václavském náměstí konala demonstrace kvůli situaci na Ukrajině. Zúčastnilo se jí asi 600 lidí. Lidé zapalovali svíčky za mrtvé oběti revoluce, modlili se za ně a dvakrát zazpívali ukrajinskou hymnu.[zdroj⁠?!] Při demonstraci vlály ukrajinské i banderovské vlajky. Další větší akce se odehrála 2. března 2014 před budovou ruské ambasády, kde se sešlo dle policejních zdrojů okolo 350 lidí.
V Plzni se v neděli 23. února 2014 sešlo na náměstí Republiky k modlitbě za oběti z Majdanu zhruba 300 lidí, především ukrajinské národnosti. Zpívali ukrajinskou hymnu a písně a zapalováním svíček uctili památku mrtvých.

## Následky protestů
Protesty odstartovaly celoukrajinskou krizi. Její rozdmýchání dává Západ za vinu Rusku, které považovalo Euromajdan za „fašistickou“ revoluci a pomohlo rozjitřit obavy ruské menšiny před ukrajinským nacionalismem. Tyto obavy nicméně vedly k sérii protestů a demonstrací, někdy i za podpory ruských neoznačených ozbrojenců na územích obývaných ruskojazyčnou menšinou a k postupnému vyhlášení několika samozvaných republik, z nichž jedna, Republika Krym, byla navzdory vůli Ukrajiny a většiny států světa začleněna do Ruské federace.

### Krymská krize
V noci na čtvrtek 27. února 2014 obsadili budovu krymského parlamentu ruští vojáci a na jeho střeše vyvěsili ruskou vlajku. Poté schválil ruský parlament 2. března nasazení ruské armády na Krymu, o den později už byl poloostrov zcela pod kontrolou ruských vojáků. Nakonec byla po sérii rychlých událostí a po referendu provedena anexe Krymu Ruskem.

### Válka na východní Ukrajině

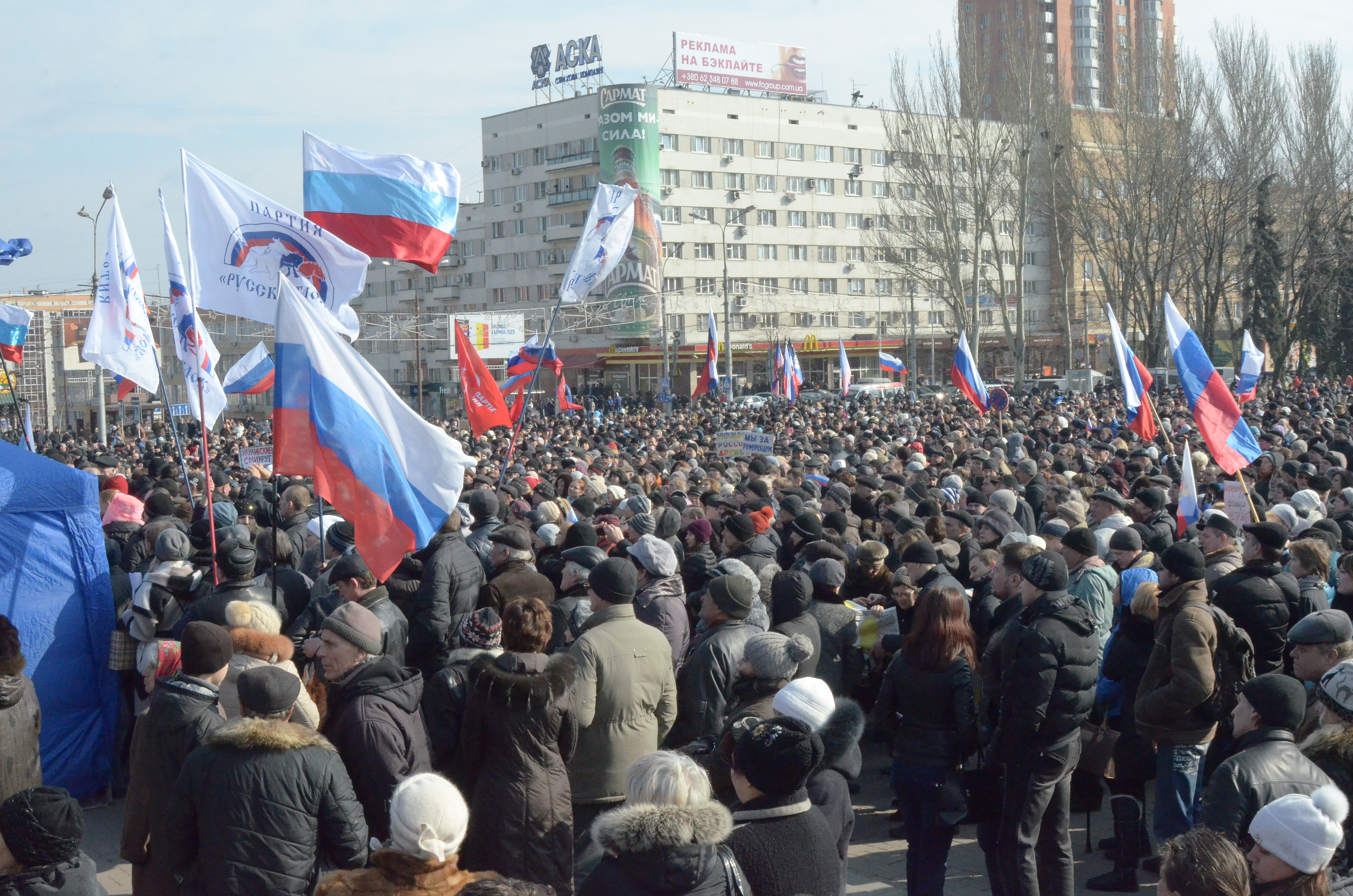
Proruská demonstrace v Doněcku, 8. března 2014

Po anexi Krymu se začaly i jinde objevovat nepokoje provázené přítomností neoznačených vojáků, kteří se podle starostky Slovjansku někdy přiznávali k příchodu z Ruska či Krymu. 7. dubna vyhlásili separatisté v Doněcké oblasti Doněckou lidovou republiku. Od té doby probíhaly nepokoje kromě Doněcku také v Oděse, Charkově, Luhansku, Slovjansku či Kramatorsku. V důsledku toho vyslal Kyjev na východ země ozbrojené síly v rámci „protiteroristické operace“, kterou zpočátku řídil jeden z tzv. komandantů Euromajdanu Andrij Parubij.
Samozvané republiky na východní Ukrajině se v květnu 2014 spojily do státního útvaru názvem Novorusko. Během léta se ukrajinské armádě podařilo část svého území dobýt zpět. Část, zejména bývalé Doněcké oblasti, však zůstává pod kontrolou separatistů, podporovaných Ruskou federací.
Boje mezi separatisty a ukrajinskou armádou probíhaly s rozdílnou intenzitou i během podzimu a zimy, a pokračují i v roce 2015. V průběhu roku 2014 se političtí představitelé Ukrajiny a separatisté snažili opakovaně o uzavření, byť jen dočasného, příměří. Žádná dohoda, která byla uzavřena, však nebyla na frontové linii dodržována.